# William March (sollevatore)
William Frederick March, detto Bill (York, 4 febbraio 1937 – Wellsville, 9 ottobre 2022), è stato un sollevatore statunitense medagliato mondiale, che ha gareggiato nella categoria dei pesi mediomassimi.

## Carriera
Mentre frequenta la Dallastown High School, praticando vari sport, viene notato dell'ex campione statunitense di bodybuilding Vern Weaver e dell'allenatore di atletica Dick Smith. Weaver lo presentò al mentore americano di sollevamento pesi Bob Hoffmann, che lo portò allo York Barbell Club, dove iniziò la carriera di sollevatore nel 1958.
Vinse i campionati statunitensi per cinque volte consecutive (1961-1965), giungendo terzo nel 1969. Sulla scena internazionale, vinse i Giochi Panamericani di Rio de Janeiro nel 1963 nei mediomassimi, conquistò la medaglia di bronzo ai campionati mondiali di Budapest nel 1962 e partecipò ai Giochi olimpici di Tokyo nel 1964 (che valevano anche come campionati mondiali) giungendo al quarto posto. Stabilì anche un record mondiale nello slancio a Filadelfia nel 1963, sollevando 160,5 kg.
Nel 1970 concluse la carriera agonistica e lavorò dapprima in una catena di trasporti e poi in una concessionaria di automobili.